# Weinburg am Saßbach
Weinburg am Saßbach är en ort och tidigare kommun i Österrike. Den ligger i distriktet Leibnitz i förbundslandet Steiermark.
Kommunen blev 1 januari 2015 en del av den nybildade kommunen Sankt Veit in der Südsteiermark.
Kommunen bestod av fem orter (Ortschaften) (inom parentes invånarantal 1 januari 2024):
- Perbersdorf bei Sankt Veit (144)
- Pichla bei Sankt Veit (142)
- Priebing (108)
- Siebing (263)
- Weinburg am Saßbach (335)